# Sacleuxia tuberosa
Sacleuxia tuberosa là một loài thực vật có hoa trong họ La bố ma. Loài này được (E.A. Bruce) Bullock miêu tả khoa học đầu tiên năm 1962.